# Nahant Thicket Wildlife Sanctuary
Das Nahant Thicket Wildlife Sanctuary ist ein lediglich 4 Acres (1,6 ha) umfassendes Schutzgebiet in Nahant im Bundesstaat Massachusetts der Vereinigten Staaten. Es handelt sich um das kleinste Schutzgebiet der Massachusetts Audubon Society.

## Schutzgebiet
Trotz seiner geringen Ausdehnung ist das Schutzgebiet, das im Wesentlichen aus einem Rot-Ahorn-Sumpf, Buschwerk und einem Fluss besteht, insbesondere in den Monaten Mai, September und Oktober ein wichtiger Rastplatz für Zugvögel wie Sperlingsvögel, Vireos und Drosseln. Besuchern steht ein kurzer Rundweg zur Verfügung. Küstengewässer grenzen unmittelbar an das Schutzgebiet, wo vor allem im Winter Seetaucher, Lappentaucher, Enten und andere Seevögel in unterschiedlicher Art und Anzahl beobachtet werden können.